# Alberta Liberal Party
Die Alberta Liberal Party (frz. Parti libéral de l'Alberta) ist eine liberale politische Partei in der kanadischen Provinz Alberta. Zwar ist die Partei ideologisch ähnlich ausgerichtet wie die Liberale Partei Kanadas auf Bundesebene, doch sind die beiden Parteien organisatorisch unabhängig. Von 1905 bis 1921 stellte die Alberta Liberal Party drei Premierminister in Folge, seither war sie jedoch stets in der Opposition. Seit den Wahlen im April 2019 ist sie mit null Abgeordneten in der Legislativversammlung von Alberta vertreten.

## Geschichte
Am 1. September 1905, am Tag der Gründung der Provinz Alberta, ging die Alberta Liberal Party aus der ehemaligen Liberal-Konservativen Partei der Nordwest-Territorien hervor. Am darauf folgenden Tag wurde Parteivorsitzender Alexander Cameron Rutherford zum ersten Premierminister der neuen Provinz ernannt. Dieser führte die Partei bei den ersten Wahlen im November 1905 zur absoluten Mehrheit. Die Regierung brach 1910 auseinander, nachdem Rutherford vorgeworfen worden war, er sei inkompetent. Rutherfords Nachfolger wurde Arthur Sifton, der die durch einen Skandal geschwächte Partei zusammenhielt und zwei Wahlsiegen führte. Auf ihn folgte 1917 Charles Stewart.
Während Stewarts Regierungszeit war die Partei in mehrere Skandale verwickelt. Dies führte 1921 zu einer empfindlichen Wahlniederlage. Es war das bisher letzte Mal, dass die Liberalen die Provinzregierung stellen konnten. 1940 bildeten die Liberalen ein informelles Bündnis mit den Konservativen, die Independent Citizen’s Association (Vereinigung der unabhängigen Bürger), um die regierende Social Credit Party of Alberta zu verdrängen. Die Taktik schlug fehl und das Bündnis brach auseinander. Bei den Wahlen 1944 kandidierte kein einziger liberaler Kandidat.
Zwar konnten die Liberalen 1955 fast einen Drittel aller Wähler auf sich vereinigen, doch begann als Folge interner Machtkämpfe ein stetiger Verfall. In ideologischer Hinsicht war die Partei zwischen den Konservativen und der sozialdemokratischen NDP blockiert. Auch übernahmen die Konservativen zunehmend liberale Positionen. Dies führte dazu, dass die Partei von 1971 bis 1986 überhaupt nicht mehr im Provinzparlament vertreten war. Dazu trug auch die geringe Popularität der liberalen Bundesregierung unter Pierre Trudeau bei.
In den 1980er Jahren gab es wieder einen Aufwärtstrend. Laurence Decore, der Bürgermeister von Edmonton, führte die Liberalen 1993 zum größten Erfolg seit den 1920er Jahren. Sie gewannen zwar sämtliche Sitze in der Provinzhauptstadt und erreichten einen Wähleranteil von fast 40 Prozent. Doch die Konservativen blieben bis heute weiterhin an der Macht, während der Wähleranteil der Liberalen kontinuierlich sank.

## Wahlergebnisse
Ergebnisse bei den Wahlen zur Legislativversammlung:
| Wahl | Sitze total      | Kandi- daten     | Gew. Sitze       | Stimmen          | Anteil           |
| ---- | ---------------- | ---------------- | ---------------- | ---------------- | ---------------- |
| 1905 | 25               | 26               | 23               | 14.485           | 57,56 %          |
| 1909 | 41               | 42               | 36               | 29.634           | 59,26 %          |
| 1913 | 56               | 54               | 38               | 47.748           | 49,23 %          |
| 1917 | 58               | 49               | 34               | 54.212           | 48,14 %          |
| 1921 | 61               | 61               | 15               | 101.584          | 34,07 %          |
| 1926 | 60               | 54               | 7                | 47.450           | 26,17 %          |
| 1930 | 63               | 36               | 11               | 46.275           | 24,59 %          |
| 1935 | 63               | 61               | 5                | 69.845           | 23,14 %          |
| 1940 | 57               | 2                | 1                | 2.755            | 0,89 %           |
| 1944 | nicht angetreten | nicht angetreten | nicht angetreten | nicht angetreten | nicht angetreten |
| 1948 | 57               | 49               | 2                | 52.655           | 17,86 %          |
| 1952 | 61               | 55               | 4                | 66.738           | 22,37 %          |
| 1955 | 61               | 53               | 15               | 117.741          | 31,13 %          |
| 1959 | 65               | 51               | 1                | 57.408           | 13,88 %          |
| 1963 | 63               | 55               | 2                | 79.709           | 19,76 %          |

| Wahl | Sitze total | Kandi- daten | Gew. Sitze | Stimmen | Anteil  |
| ---- | ----------- | ------------ | ---------- | ------- | ------- |
| 1967 | 65          | 45           | 3          | 53.847  | 10,81 % |
| 1971 | 75          | 20           | 0          | 6.475   | 1,01 %  |
| 1975 | 75          | 46           | 0          | 29.424  | 4,98 %  |
| 1979 | 79          | 78           | 0          | 43.792  | 6,16 %  |
| 1982 | 79          | 29           | 0          | 17.074  | 1,81 %  |
| 1986 | 83          | 63           | 4          | 87.239  | 12,22 % |
| 1989 | 83          | 83           | 8          | 237.787 | 28,68 % |
| 1993 | 83          | 83           | 32         | 392.899 | 39,73 % |
| 1997 | 83          | 83           | 18         | 309.748 | 32,75 % |
| 2001 | 83          | 83           | 7          | 276.854 | 27,33 % |
| 2004 | 83          | 83           | 16         | 261.478 | 29,40 % |
| 2008 | 83          | 83           | 9          | 250.862 | 26,37 % |
| 2012 | 87          | 87           | 5          | 127.645 | 9,89 %  |
| 2015 | 87          | 56           | 1          | 62.171  | 4,19 %  |
| 2019 | 87          | 51           | 0          | 18.544  | 0,98 %  |

## Parteivorsitzende
| Name                         | Vorsitz   | Premier   |
| ---------------------------- | --------- | --------- |
| Alexander Cameron Rutherford | 1905–1910 | 1905–1910 |
| Arthur Sifton                | 1910–1917 | 1910–1917 |
| Charles Stewart              | 1917–1922 | 1917–1921 |
| John R. Boyle                | 1922–1924 |           |
| Charles R. Mitchell          | 1924–1926 |           |
| John Campbell Bowen          | 1926      |           |
| Joseph Tweed Shaw            | 1926–1930 |           |
| George H. Webster            | 1930–1932 |           |
| William R. Howson            | 1932–1936 |           |
| Edward Leslie Gray           | 1937–1941 |           |
| James Prowse                 | 1947–1958 |           |
| Grant MacEwan                | 1958–1960 |           |
| David Hunter                 | 1962–1964 |           |
| Michael Maccagno             | 1964–1969 |           |
| John T. Lowery               | 1969–1970 |           |
| Robert Russell               | 1971–1974 |           |
| Nicholas Taylor              | 1974–1988 |           |
| Laurence Decore              | 1988–1994 |           |
| Bettie Hewes (interim)       | 1994      |           |
| Grant Mitchell               | 1994–1998 |           |
| Nancy MacBeth                | 1998–2001 |           |
| Ken Nicol                    | 2001–2004 |           |
| Don Massey (interim)         | 2004      |           |
| Kevin Taft                   | 2004–2008 |           |
| David Swann                  | 2008–2011 |           |
| Raj Sherman                  | 2011–2015 |           |
| David Swann (interim)        | 2015–2017 |           |
| David Khan                   | 2017–2020 |           |
| John Roggeveen               | seit 2021 |           |